# Закон України «Про охорону навколишнього природного середовища»
Зако́н Украї́ни «Про охоро́ну навко́лишнього приро́дного середо́вища» — закон України, що визначає правові, економічні та соціальні основи організації охорони природи довкілля в інтересах нинішнього і майбутніх поколінь.

## Зміст та положення Закону
Закон встановлює, що завданням законодавства про охорону навколишнього природного середовища є регулювання відносин у галузі охорони, використання і відтворення природних ресурсів, забезпечення екологічної безпеки, запобігання і ліквідації негативного впливу господарської та іншої діяльності на навколишнє природне середовище, збереження природних ресурсів, генетичного фонду живої природи, ландшафтів та інших природних комплексів, унікальних територій та природних об'єктів, пов'язаних з історико-культурною спадщиною. Прийнятий 25 червня 1991 року, N 1264-XII [Архівовано 7 липня 2013 у Wayback Machine.].
У статті 9-12 Закону закріплено екологічні права та обов'язки громадян України.
При розробці та ухваленні Закону були використані принципові положення Закону УРСР 1960 р.

### Управління у галузі охорони навколишнього середовища
Закон визначає, що державне управління в галузі охорони навколишнього природного середовища здійснюють Кабінет Міністрів України, Рада міністрів Автономної Республіки Крим, місцеві ради та виконавчі органи сільських, селищних, міських рад, державні органи по охороні навколишнього природного середовища і використанню природних ресурсів та інші державні органи відповідно до законодавства України. (Стаття 16 Закону).
Громадські організації, відповідно до Закону, можуть також брати участь в управлінні галуззю охорони навколишнього природного середовища, якщо така діяльність передбачена їх зареєстрована статутами.

### Компетенція Кабінету Міністрів України
Стаття 19. Компетенція Кабінету Міністрів України у галузі охорони навколишнього природного середовища
Кабінет Міністрів України у галузі охорони навколишнього природного середовища здійснює реалізацію визначеної Верховною Радою України екологічної політики; забезпечує розробку державних цільових, міждержавних екологічних програм; координує діяльність центральних органів виконавчої влади, інших установ та організацій України у питаннях охорони навколишнього природного середовища.
Також Кабмін встановлює порядок утворення і використання Державного фонду охорони навколишнього природного середовища у складі Державного бюджету України та затверджує перелік природоохоронних заходів; організує екологічне виховання та екологічну освіту громадян; керує зовнішніми зв'язками України в галузі охорони навколишнього природного середовища.
Кабінет Міністрів встановлює порядок розробки та затвердження екологічних нормативів, лімітів використання природних ресурсів, скидів забруднюючих речовин у навколишнє природне середовище, а також порядок надання дозволів на здійснення операцій у сфері поводження з відходами;
До компетенції Кабміну належить прийняття рішень про організацію територій та об'єктів природно-заповідного фонду загальнодержавного значення.

### Повноваження рад
1. До виключної компетенції Верховної Ради України, відповідно до ст. 13 Закону, належать:
- визначення основних напрямів державної політики у галузі охорони навколишнього природного середовища;
- затвердження загальнодержавних екологічних програм;
- затвердження указів Президента України про оголошення окремих місцевостей зонами надзвичайної екологічної ситуації;
- вирішення інших питань у галузі охорони навколишнього природного середовища відповідно до Конституції України.

Закон посилається на пряму відповідність цієї норми Конституції України.
2. Компетенція Верховної Ради Автономної Республіки Крим визначається у статті 14 цього Закону таким чином. Верховна Рада Автономної Республіки Крим:
- визначає порядок організації та діяльності органів управління в галузі охорони довкілля і використання природних ресурсів;
- забезпечує реалізацію екологічної політики України, екологічних прав громадян;
- затверджує екологічні програми;
- організує вивчення довкілля;
- створює і визначає статус резервних, в тому числі й валютних, фондів для фінансування програм та інших заходів щодо охорони довкілля;
- ухвалює рішення про організацію територій та об'єктів природно-заповідного фонду місцевого значення та інших територій та об'єктів, що підлягають особливій охороні, встановлює додаткові їх категорії;
- встановлює в разі потреби нормативи екологічної безпеки, більш суворі, ніж ті, що діють в цілому на території України.

Верховна Рада Автономної Республіки Крим здійснює й інші повноваження, визначені цим та іншими законами України.
3. Місцеві ради
Місцеві ради, відповідно до ст. 15 цього Закону, несуть відповідальність за стан навколишнього природного середовища на своїй території і в межах такої своєї компетенції:
- забезпечують реалізацію екологічної політики України, екологічних прав громадян;
- дають згоду на розміщення на своїй території підприємств, установ і організацій у порядку, визначеному законом;
- затверджують з урахуванням екологічних вимог проекти планіровки і забудови населених пунктів, їх генеральні плани та схеми промислових вузлів;
- видають (переоформлюють, видають дублікати, анулюють) дозволи на спеціальне використання природних ресурсів місцевого значення у випадках, передбачених законом;
- затверджують місцеві екологічні програми;
- організовують вивчення довкілля;
- створюють і визначають статус резервних, в тому числі й валютних, фондів для фінансування програм та інших заходів щодо охорони довкілля;
- організують в разі необхідності проведення екологічної експертизи;
- забезпечують інформування населення про стан довкілля, функціонування місцевих екологічних автоматизованих інформаційно-аналітичних систем;
- організують роботу по ліквідації екологічних наслідків аварій, залучають до цих робіт підприємства, установи та організації, незалежно від їх підпорядкування та форм власності, і громадян;
- ухвалюють рішення про організацію територій та об'єктів природно-заповідного фонду місцевого значення та інших територій, що підлягають особливій охороні;
- здійснюють контроль за додержанням законодавства про охорону довкілля.

Місцеві ради можуть здійснювати й інші повноваження відповідно до цього та інших законів України.